# Stan Mikita
Stanislav „Stan“ Mikita (* 20. Mai 1940 als Stanislav Guoth in Sokolče, Slowakischer Staat; † 7. August 2018 in Chicago, Illinois, USA) war ein kanadischer Eishockeyspieler. Der Center bestritt zwischen 1959 und 1980 insgesamt über 1500 Spiele für die Chicago Black Hawks in der National Hockey League. Mit dem Team gewann er in den Playoffs 1961 den Stanley Cup und hält bis heute eine Reihe von Franchise-Rekorden, unter anderem für die meisten Spiele, Torvorlagen und Scorerpunkte. Gemeinhin gilt er als einer der besten Spieler seiner Generation, so erhielt er in den 1960er-Jahren vier Mal die Art Ross Trophy als bester Scorer der NHL, während er zwei Mal mit der Hart Memorial Trophy als wertvollster Spieler der Liga geehrt wurde. Zudem zeichnete man seinen hohen sportlichen Standard bzw. seine Fairness auf dem Eis zwei Mal mit der Lady Byng Memorial Trophy aus. 1983 wurde Mikita in die Hockey Hall of Fame aufgenommen, während seine Trikotnummer 21 bei den Blackhawks gesperrt ist.

## Karriere

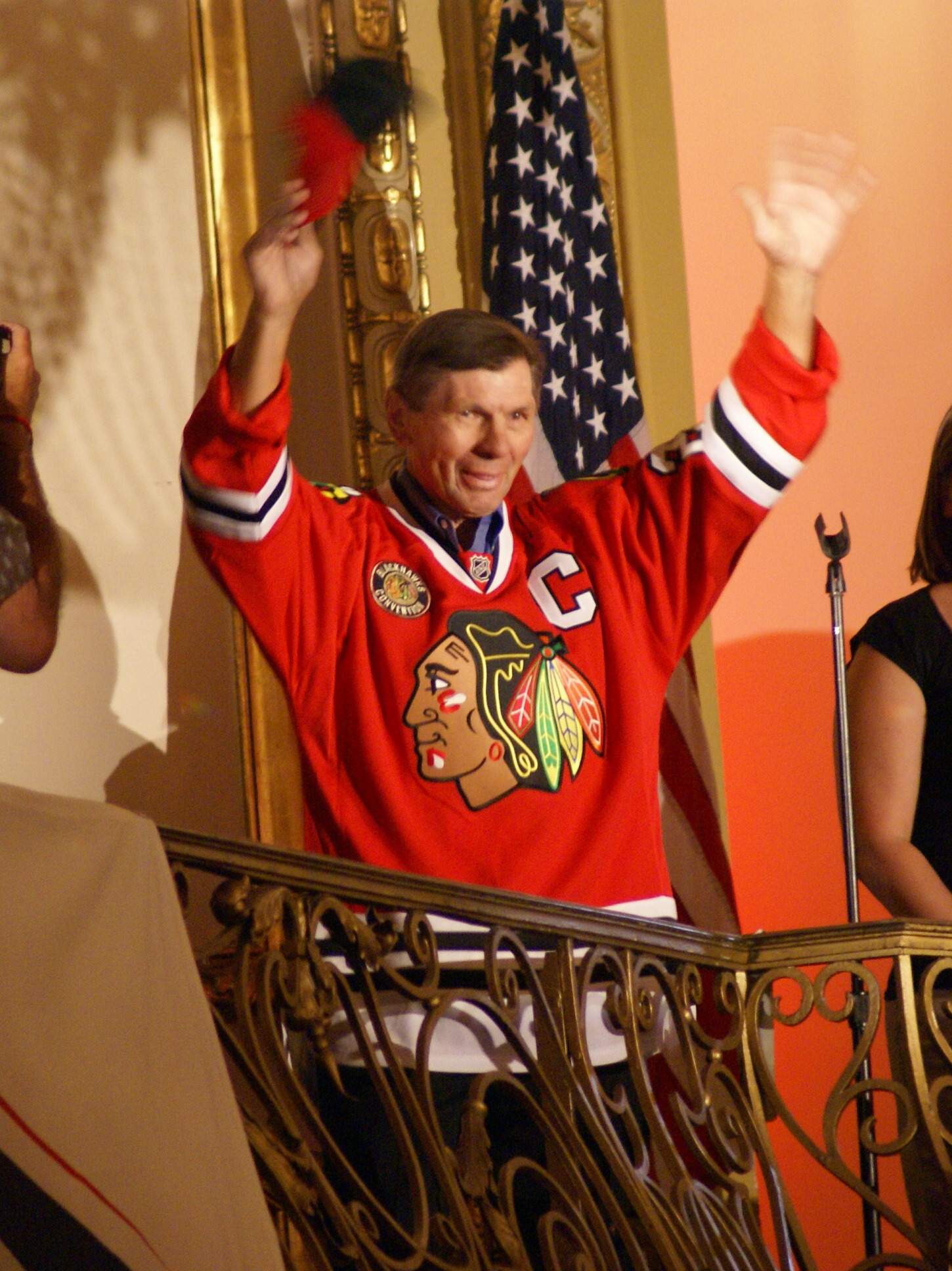
Mikita im Trikot der Chicago Blackhawks im Jahr 2009

Mikita wurde im Slowakischen Staat als Stanislav Guoth geboren und flüchtete mit seinen Eltern im Alter von acht Jahren nach Kanada in die Provinz Ontario. Dort nahm er den Nachnamen seines Onkels an.
Seine Juniorenzeit verbrachte Mikita in der Ontario Hockey Association bei den St. Catharines Teepees, für die er zwischen 1956 und 1959 in insgesamt 171 Spielen auflief. In seiner letzten Spielzeit mit den Teepees gewann der Stürmer sowohl die Eddie Powers Memorial Trophy als auch die Red Tilson Trophy als individuelle Auszeichnung. Einen Titel konnte er mit der Mannschaft in den drei Jahren jedoch nicht gewinnen, obwohl es stets zu den spielstärksten Teams der Liga gehörte.
Zum Ende der Saison 1958/59 debütierte Mikita in der National Hockey League für die Chicago Black Hawks. Dort verbrachte er seine gesamte Karriere zwischen 1959 und 1980 – bis 1972 gemeinsam mit Bobby Hull. Bekannt war er nicht nur für seine hervorragenden Scorerqualitäten, die ihm viermal die Art Ross Trophy für den besten Scorer der Liga einbrachten, sondern auch für viele Strafminuten. So übertraf er in jungen Jahren mehrmals die 100-Strafminuten-Grenze. Ab 1966 änderte er – angeblich durch seine Tochter im Kindesalter inspiriert – seinen Spielstil entscheidend und erhielt daraufhin 1967 und 1968 die Fairplay-Auszeichnung der Liga mit insgesamt nur 26 Strafminuten in beiden Spielzeiten. Den größten Erfolg feierte der gebürtige Slowake mit dem Gewinn des Stanley Cups am Ende der Playoffs 1961.
Stan Mikita wurde 1983 gleichzeitig mit Bobby Hull in die Hockey Hall of Fame gewählt und saß dort auch im Auswahlkomitee, das jährlich über die Neuaufnahmen berät. Bereits im Jahr 1976 war er mit der Lester Patrick Trophy für seine Verdienste um den Eishockeysport in den Vereinigten Staaten ausgezeichnet worden. Im Jahr 2002 wurde er zudem in die Slowakische Hockey Hall of Fame aufgenommen, zwei Jahre später mit erfolgte die Auszeichnung mit dem Orden des Weißen Doppelkreuzes 2. Klasse – eine der höchsten Auszeichnungen der Slowakei.
Im Mai 2011 wurde bei Mikita ein Mundhöhlenkarzinom festgestellt, das anschließend mit einer externen Strahlentherapie behandelt wurde. Vier Jahre später, im Januar 2015, wurde bei Mikita eine Lewy-Körperchen-Demenz diagnostiziert. Er verstarb am 7. August 2018 in seiner Wahlheimat Chicago im Alter von 78 Jahren.

## Erfolge und Auszeichnungen
| - 1959 Eddie Powers Memorial Trophy - 1959 Red Tilson Trophy - 1961 Stanley-Cup-Gewinn mit den Chicago Black Hawks - 1962 NHL First All-Star Team - 1963 NHL First All-Star Team - 1964 NHL All-Star Game - 1964 Art Ross Trophy - 1964 NHL First All-Star Team - 1965 Art Ross Trophy - 1965 NHL Second All-Star Team - 1966 NHL First All-Star Team - 1967 NHL All-Star Game - 1967 Art Ross Trophy - 1967 Hart Memorial Trophy - 1967 Lady Byng Memorial Trophy - 1967 NHL First All-Star Team | - 1968 NHL All-Star Game - 1968 Art Ross Trophy - 1968 Hart Memorial Trophy - 1968 Lady Byng Memorial Trophy - 1968 NHL First All-Star Team - 1969 NHL All-Star Game - 1970 NHL Second All-Star Team - 1971 NHL All-Star Game - 1972 NHL All-Star Game - 1973 NHL All-Star Game - 1974 NHL All-Star Game - 1975 NHL All-Star Game - 1976 Lester Patrick Trophy - 1983 Aufnahme in die Hockey Hall of Fame - 2002 Aufnahme in die Slowakische Hockey Hall of Fame - 2004 Orden des Weißen Doppelkreuzes 2. Klasse |

## Karrierestatistik

### International
Vertrat Kanada bei:
- Summit Series 1972

(Legende zur Spielerstatistik: Sp oder GP = absolvierte Spiele; T oder G = erzielte Tore; V oder A = erzielte Assists; Pkt oder Pts = erzielte Scorerpunkte; SM oder PIM = erhaltene Strafminuten; +/− = Plus/Minus-Bilanz; PP = erzielte Überzahltore; SH = erzielte Unterzahltore; GW = erzielte Siegtore; 1 Play-downs/Relegation; Kursiv: Statistik nicht vollständig)